# Yann Ruh
Yann Andrea Ruh  (* 14. Oktober 1998) ist ein Schweizer Unihockeyspieler, der beim Nationalliga-A-Verein Floorball Köniz unter Vertrag steht.

## Karriere

### Verein
Yann Andrea Ruh stammt aus dem Nachwuchs des Berner Nationalliga-A-Vereins Floorball Köniz Bern. 2017 debütierte er 19-jährig als Center sowie als Flügelstürmer in der höchsten Schweizer Spielklasse. Er wurde in den Nationalliga-A-Kader aufgenommen, nachdem der Wechsel von Pascal Kern zum HC Rychenberg Winterthur bekanntgegeben worden war.
In der Saison 2017/18 gewann Ruh mit Floorball Köniz Bern zum ersten Mal in der Vereinsgeschichte die Schweizermeisterschaft, wobei er im Superfinal nicht zum Einsatz kam. Im September 2018 konnte er zudem mit der Mannschaft den Gewinn des Supercups mit einem 6:3-Sieg über den SV Wiler-Ersigen feiern. Im August 2020 gewann er mit Floorball Köniz Bern erneut den Schweizer Supercup mit einem 7:5-Sieg über den UHC Alligator Malans. Im Final des Supercups assistierte er beim Treffer zum 6:5 durch Pascal Michel.
Ab der Saison 2018/19 lief Ruh im Verein und in der U23-Nationalmannschaft vermehrt als Offensivverteidiger auf.
In der Saison 2019/20 gewann Ruh mit Floorball Köniz Bern zum zweiten Mal den Meistertitel mit einem 3:2-Sieg über den SV Wiler-Ersigen.
Im August 2022 gewann er mit Floorball Köniz Bern zum dritten Mal den Schweizer Supercup gegen Rychenberg Winterthur mit 6:4. Er schoss die Tore zum 2:2 und zum 5:4.
Im Februar 2023 gewann Ruh mit Floorball Köniz Bern zum ersten Mal auch den Schweizer Cup in einem vor allem im Schlussdrittel spektakulären Final gegen den Titelverteidiger GC verdient mit 7:4. Es ist der 4. Titel in der Klubgeschichte und der erste seit 2016. In der Saison 2022/23 verpasste er äusserst knapp das Tripel. Der Superfinal gegen den Kantonsrivalen und Rekordmeister Wyler-Ersigen ging im Penaltyschiessen mit 1:3 verloren. Nach der regulären Spielzeit stand es 2:2. Ruh konnte als einziger Spieler für Köniz den Penalty verwerten.
Ruh übernahm in der Saison 2024/2025 die Captain-Binde.

### Nationalmannschaft
Zwischen 2015 und 2017 war Ruh Bestandteil der Schweizer U19-Unihockeynationalmannschaft unter Simon Meier. Er nahm mit der Schweiz an zwei Euro-Floorball-Touren und der U19-Weltmeisterschaft 2017 in Växjö teil. Mit der Schweiz erreichte er den vierten Schlussrang. Von 2018 bis 2022 war Ruh Mitglied der Schweizer U23-Nationalmannschaft unter Headcoach Simon Linder von Swiss Unihockey. Anfang Februar 2023 spielte er in der U23 "Selection" noch zwei Spiele gegen die tschechische Nationalmannschaft in Hradec Králové (CZE). Beide Spiele gingen verloren.
Im Januar 2022 erhielt Ruh erstmals ein Aufgebot von David Jansson für die Schweizer A-Nationalmannschaft. Ein weiteres Aufgebot erfolgte im Mai 2023 unter dem neuen Cheftrainer Johan Schönbeck. Am 1. September 2023 debütierte er am Vierländerturnier in Valmiera (LAT) gegen Lettland.

## Erfolge
- Schweizer Meister: 2018, 2020
- Vize-Schweizermeister: 2023
- Schweizer Cup: 2023
- Schweizer Supercup: 2018, 2020, 2022
- Champions Cup 2019, Gävle (SWE): 3. Rang
- U21 Vize-Schweizermeister: 2016
- U18 Schweizer Meister: 2014, 2015